# Еразмо Печерски
Преподобни Еразмо је био инок печерски.
Наследио је велико богатство од својих родитеља, и све утрошио на украшење цркава, нарочито на посребрење и позлаћење икона. А када осиромаши и оста без ишта, би презрен од свију. Нашапта му ђаво да је он улудо страћио своје имање: место да га разда сиромасима, он га је дао на украшење цркава. Подаде се Еразмо томе искушењу и поверова, због чега презре себе и паде у очајање и поче живети беспутно и безаконо. Када му се приближи час смртни, скупише се братија око њега и разговараху о његовим гресима, јер он не знађаше за себе. На једном исправи се он у постељи и рече: „Оци и браћо, тако је како велите, грешан сам и непокајан, но ево јавише ми се Свети Антоније и Теодосије, а потом и Пресвета Богородица и рекоше да ми је Господ дао још времена за покајање“. Још му је Богородица рекла охрабрујуће речи: „Сиромахе имате са собом на сваком месту а цркве моје немате“. И поживе још три дана, покаја се и премину. Свети Еразмо је умро 1160. године.
Српска православна црква слави га 24. фебруара по црквеном, а 9. марта по грегоријанском календару.